# Kubo Takefusa
Kubo Takefusa (久保 建英 (Cửu-Bảo Kiến-Anh) sinh ngày 4 tháng 6 năm 2001) là một cầu thủ bóng đá chuyên nghiệp người Nhật Bản hiện đang thi đấu ở vị trí tiền vệ cánh cho câu lạc bộ La Liga Real Sociedad và đội tuyển bóng đá quốc gia Nhật Bản. Được đánh giá là một trong những cầu thủ Nhật Bản xuất sắc nhất trong thế hệ của mình, anh nổi tiếng nhờ lối chơi giàu kỹ thuật, tốc độ và khả năng rê bóng điêu luyện, qua đó anh được mệnh danh là "Messi của Nhật Bản".

## Sự nghiệp câu lạc bộ

### Những năm tháng đầu tiên
Được mệnh danh là "thần đồng" bóng đá Nhật Bản, Kubo đã bắt đầu chơi bóng từ năm 3 tuổi. Đến năm 7 tuổi, Takefusa Kubo mở đầu sự nghiệp cầu thủ trẻ bằng việc gia nhập FC Persimmon, sau đó chuyển đến một câu lạc bộ địa phương có trụ sở tại thành phố quê hương Kawasaki. Vào tháng 8 năm 2009, anh được trao giải MVP tại Trại bóng đá FC Barcelona nơi anh tham gia khi mới 8 tuổi. Tháng 4 năm 2010, anh được chọn là thành viên của đội FC Barcelona School và tham gia Sodexo European Rusas Cup tổ chức tại Bỉ. Anh ấy đã được trao MVP mặc dù đội của anh ấy chỉ đứng thứ ba. Sau khi trở về nước, anh bắt đầu chơi cho đội trẻ Kawasaki Frontale.

### Barcelona
Vào tháng 8 năm 2011,Anh được mời tham gia lò đào tạo La Masia của FC Barcelona, trong mùa giải đầu tiên thi đấu cho U11 Barca, anh là cây săn bàn hàng đầu giải đấu với 74 bàn sau 30 trận, mùa giải thứ ba tại đây anh được đôn lên U14 Barca. Sau đó Barca bị phát hiện vi phạm chính sách chuyển nhượng của FIFA dành cho cầu thủ dưới 18 tuổi. Anh không đủ điều kiện thi đấu cho Barca và đành trở về Nhật Bản khoác áo FC Tokyo.

### FC Tokyo
Vào năm 15 tuổi,anh được đôn lên U18 FC Tokyo. Ngày 5/11/2016, anh thi đấu cho đội dự bị của FC Tokyo tại giải J3 League Sau đó không lâu, Kubo ra mắt giải J.League, qua đó anh trở thành cầu thủ trẻ nhất J.League khi mới 15 tuổi, 5 tháng 1 ngày. Anh có màn ra mắt đội một FC Tokyo vào ngày 3/5/2017 trong trận gặp Consadole Sapporo tại J.League Cup. Tháng 11/2017, FC Tokyo đã thông báo họ đã ký hợp đồng mới Kubo.

#### Yokohama F. Marinos (cho mượn)
Vào ngày 16 tháng 8 năm 2018, anh gia nhập Yokohama F. Marinos theo dạng cho mượn có thời hạn nửa năm. Anh ghi bàn đầu tiên ngay trong trận ra mắt trước Vissel Kobe. Sau khi trở về FC Tokyo, anh chơi thêm 3 mùa giải cho câu lạc bộ trước khi rời đi.

### Real Madrid
Vào ngày 14 tháng 6 năm 2019, Kubo ký vào bản hợp đồng có thời hạn 5 năm với câu lạc bộ Real Madrid

#### Cho mượn tại Mallorca
Vào ngày 22 tháng 8 năm 2019, Kubo gia nhập RCD Mallorca theo dạng cho mượn kéo dài một mùa giải. Anh là cầu thủ Nhật Bản thứ 3 khoác áo cho Mallorca sau Okubo Yoshito và Ienaga Akihiro. Đồng thời Kubo cũng là cầu thủ Nhật Bản trẻ nhất thi đấu tại 4 giải vô địch hàng đầu châu Âu khi mới 18 tuổi, 2 tháng, 28 ngày. Sau khi kết thúc mùa giải 2019-20, Kubo có 36 lần ra sân ở mọi đấu trường và ghi được 4 bàn thắng.

#### Cho Mượn tại Villarreal
Vào ngày 10 tháng 8 năm 2020, anh được cho mượn cho Villarreal CF đến cuối mùa giải 2020–21, sau khi chủ yếu ngồi dự bị, anh được trả về vào ngày 8 tháng 1 năm 2021.

#### Cho mượn tại Getafe
Ngay sau khi rời Villarreal, Kubo chuyển đến đội bóng hạng nhất Getafe CF dưới dạng cho mượn trong phần còn lại của mùa giải 

#### Quay trở lại cho mượn tại Mallorca
Vào ngày 12 tháng 8 năm 2021, Kubo quay trở lại RCD Mallorca theo dạng cho mượn kéo dài một mùa giải. Anh ghi bàn thắng đầu tiên vào ngày 4 tháng 12 ấn định chiến thắng 2-1 trước Atletico Madrid.

### Real Sociedad
Vào ngày 19 tháng 7 năm 2022, Kubo gia nhập Real Sociedad theo một bản hợp đồng dài hạn, trở thành cầu thủ Nhật Bản đầu tiên ký hợp đồng với câu lạc bộ. Kubo đánh dấu trận ra mắt của mình bằng cách ghi bàn thắng duy nhất trong chiến thắng 1–0 trên sân khách trước Cádiz trong trận mở màn mùa giải của họ tại La Liga. 
Vào ngày 22 tháng 10 năm 2023, Kubo đóng vai trò quan trọng trong việc dẫn dắt Real Sociedad giành chiến thắng 1–0 trước Mallorca, giành danh hiệu cầu thủ xuất sắc nhất trận đấu sau màn trình diễn của mình.

## Sự nghiệp quốc tế

### Đội trẻ Nhật Bản
Kubo đã tham gia vào các đội tuyển trẻ quốc gia Nhật Bản từ U-15 đến các cấp độ lớn hơn. Ở tuổi 15, anh được chọn vào đội tuyển quốc gia Nhật Bản U-20 cho Giải vô địch bóng đá U-20 thế giới FIFA 2017.
Vào tháng 7 năm 2021, anh có tên trong danh sách 22 cầu thủ của đội U23 Nhật Bản tham dự Thế vận hội mùa hè 2020.
Vào ngày 22 tháng 7 năm 2021, Kubo đã ghi bàn thắng đầu tiên cho Olympic Nhật Bản vào lưới Olympic Nam Phi tại Thế vận hội 2020.

### Đội tuyển quốc gia
Kubo Takefusa thi đấu cho đội tuyển bóng đá quốc gia Nhật Bản từ năm 2019, khi anh chỉ vừa mới tròn 18 tuổi. Trận ra mắt của Kubo cho đội tuyển quốc gia diễn ra vào ngày 9 tháng 6 năm 2019 trong trận giao hữu với El Salvador, anh vào sân thay Minamino Takumi ở phút thứ 67.
Vào ngày 10 tháng 6 năm 2022, anh ra sân trong trận đấu Cúp Kirin đối đầu với đội tuyển Ghana và có bàn thắng đầu tiên cho đội tuyển quốc gia Nhật Bản vào phút thứ 28 của hiệp hai.
Vào ngày 1 tháng 11 năm 2022, anh tiếp tục được chọn vào đội tuyển quốc gia Nhật Bản tham dự World Cup 2022 ở Qatar.

## Thống kê sự nghiệp

### Câu lạc bộ
Tính đến 11 tháng 1 năm 2021
| Câu lạc bộ                 | Mùa giải            | Vô địch quốc gia    | Vô địch quốc gia | Vô địch quốc gia | Cúp quốc gia | Cúp quốc gia | Cúp liên đoàn | Cúp liên đoàn | Cúp châu lục | Cúp châu lục | Khác    | Khác   | Tổng cộng | Tổng cộng |
| Câu lạc bộ                 | Mùa giải            | Hạng đấu            | Số trận          | Số bàn           | Số trận      | Số bàn       | Số trận       | Số bàn        | Số trận      | Số bàn       | Số trận | Số bàn | Số trận   | Số bàn    |
| -------------------------- | ------------------- | ------------------- | ---------------- | ---------------- | ------------ | ------------ | ------------- | ------------- | ------------ | ------------ | ------- | ------ | --------- | --------- |
| FC Tokyo                   | 2017                | J1 League           | 2                | 0                | 0            | 0            | 2             | 0             | —            | —            | —       | —      | 4         | 0         |
| FC Tokyo                   | 2018                | J1 League           | 4                | 0                | 0            | 0            | 6             | 1             | —            | —            | —       | —      | 10        | 1         |
| FC Tokyo                   | 2019                | J1 League           | 13               | 4                | 0            | 0            | 3             | 1             | —            | —            | —       | —      | 16        | 5         |
| Tổng cộng                  | Tổng cộng           | Tổng cộng           | 19               | 4                | 0            | 0            | 11            | 2             | —            | —            | —       | —      | 30        | 6         |
| Yokohama F. Marinos (mượn) | 2018                | J1 League           | 5                | 1                | 1            | 0            | 0             | 0             | —            | —            | —       | —      | 6         | 1         |
| Real Madrid B              | 2019–20             | Segunda División B  | 0                | 0                | 0            | 0            | —             | —             | —            | —            | —       | —      | 0         | 0         |
| Mallorca (mượn)            | 2019–20             | La Liga             | 6                | 0                | 0            | 0            | —             | —             | —            | —            | —       | —      | 6         | 0         |
| Villarreal (mượn)          | 2020–21             | La Liga             | 13               | 0                | 1            | 0            | —             | —             | 5            | 1            | —       | —      | 19        | 1         |
| Getafe (mượn)              | 2020–21             | La Liga             | 17               | 1                | 0            | 0            | —             | —             | 0            | 0            | —       | —      | 17        | 1         |
| Tổng cộng sự nghiệp        | Tổng cộng sự nghiệp | Tổng cộng sự nghiệp | 89               | 10               | 3            | 0            | 11            | 2             | 5            | 1            | —       | —      | 108       | 23        |

1. 1 2 3  Ra sân ở J.League Cup
2. ↑  Ra sân ở Cúp Hoàng đế Nhật Bản

### Quốc tế
| Đội tuyển quốc gia | Đội tuyển quốc gia | Đội tuyển quốc gia |
| Năm                | Số trận            | Bàn thắng          |
| ------------------ | ------------------ | ------------------ |
| 2019               | 7                  | 0                  |
| 2020               | 4                  | 0                  |
| 2022               | 9                  | 1                  |
| 2023               | 7                  | 2                  |
| 2024               | 10                 | 2                  |
| Tổng cộng          | 39                 | 5                  |

Bàn thắng và kết quả của Nhật Bản được để trước.
| # | Ngày                 | Địa điểm                                                      | Đối thủ     | Bàn thắng | Kết quả | Giải đấu                      |
| - | -------------------- | ------------------------------------------------------------- | ----------- | --------- | ------- | ----------------------------- |
| 1 | 10 tháng 6 năm 2022  | Sân vận động Noevir Kobe, Kobe, Nhật Bản                      | Ghana       | 3–1       | 4–1     | Cúp Kirin 2022                |
| 2 | 15 tháng 6 năm 2023  | Sân vận động Toyota, Aichi, Nhật Bản                          | El Salvador | 3–0       | 6–0     | Cúp Kirin 2023                |
| 3 | 21 tháng 11 năm 2023 | Sân vận động Hoàng tử Abdullah Al Faisal, Jeddah, Ả Rập Xê Út | Syria       | 1–0       | 5–0     | Vòng loại FIFA World Cup 2026 |
| 4 | 31 tháng 1 năm 2024  | Sân vận động Al Thumama, Doha, Qatar                          | Bahrain     | 2–0       | 3–1     | AFC Asian Cup 2023            |
| 5 | 5 tháng 9 năm 2024   | Sân vận động Saitama 2002, Saitama, Nhật Bản                  | Trung Quốc  | 7–0       | 7–0     | Vòng loại World Cup 2026      |